# Cruise (film)
Pour plus de détails, voir Fiche technique et Distribution.
Cruise est une comédie romantique américaine réalisée par Robert D. Siegel, sortie le 28 septembre 2018 aux États-Unis. Tourné en 2015, le film est sorti en Direct-to-video en septembre 2018 par Vertical Entertainment. 

## Synopsis
Durant l'été 1987, Gio Fortunato est un ouvrier italo-américain originaire du Queens, passionné de voitures de courses et coureur de jupons, fait la rencontre de Jessica Weinberg, une jeune femme juive originaire de Long Island. 

## Fiche technique
- Titre : Cruise
- Réalisation : Robert D. Siegel
- Scénario : Robert D. Siegel
- Décors : n/a
- Costumes : n/a
- Photographie : n/a
- Montage : n/a
- Musique : Jay Wadley
- Production : Holly Brown, Alex Garcia, Scott Lastaiti, Laura Walker
- Société de production : Slated, AG Capital
- Société de distribution : Vertical Entertainment
- Pays d'origine : États-Unis
- Langue originale : anglais
- Format : couleur (Technicolor)  — son Dolby numérique
- Genre : Comédie romantique
- Durée : 90 minutes[1]
- Date de sortie : 
  - États-Unis : 28 septembre 2018
  - France : prochainement

## Distribution
- Spencer Boldman (VF : Tommy Lefort): Gio Fortunato
- Emily Ratajkowski (VF : Adeline Moreau): Jessica Weinberg / Francesca Russo
- Lucas Salvagno (VF : Martin Faliu): Chris Carbone
- Noah Robbins (VF : Benjamin Bollen): Anthony Panagopoulos
- Gino Cafarelli (VF : Michel Mella): Papa Fortunato
- Kathrine Narducci (VF : Delphine Saley): Mama Fortunato
- Sebastian Maniscalco (VF : François Pacôme): Dinardo
- Jen Cohen : Mrs. Weintraub

## Production
En septembre 2015, Spencer Boldman et Emily Ratajkowski sont annoncés dans le casting du film de Robert D. Siegel. Alex Garcia, Laura Walker, Holly Brown et Scott Lastaiti sont les producteurs du film sous le label AG Capital. UTA Independant Film Group ont obtenu les droits pour le financement du film. 
Kathrine Narducci et Gino Cafarelli rejoigne le casting du film en octobre 2015. 
Le tournage débute à l'automne 2015 à New-York City. 

## Sortie
En mai 2018, Vertical Entertainment obtient les droits de distribution aux États-Unis et au Canada. Le film sort en direct-to-video le 28 septembre 2018. 